# Portbou
Portbou is een gemeente in de Spaanse provincie Girona in de regio Catalonië met een oppervlakte van 9 km². Portbou telt 1.170 inwoners (1 januari 2016). De plaats is vooral bekend door het station aan de Spaanse zijde op de spoorlijn Perpignan - Barcelona. Omdat Frankrijk en Spanje verschillende spoorwijdten hebben, zijn de grensstations van Cerbère en Portbou nogal druk met het omsporen van goederenwagons. Internationale treinreizigers met Talgotreinen rijden door een omspoorinstallatie en hoeven niet over te stappen. De TGV rijdt ook in Spanje op normaalspoor en kan de grens dus op volle snelheid passeren. Voor reizigers met andere treinen geldt dat ze in Cerbère of Portbou moeten overstappen.

## Overleden
De Duits-Joodse filosoof Walter Benjamin pleegde in 1940 zelfmoord in Portbou, terwijl hij op de vlucht was voor de nazi's. Hij werd in Portbou begraven. Op de helling naar zee is een monument aan hem gewijd, ontworpen door de Israëlische kunstenaar Dani Karavan.

## Demografische ontwikkeling
Bron: INE, 1857-2011: volkstellingen
Opm.: In 1887 ontstond Portbou door de fusie van de gemeente Colera met delen van enkele andere gemeenten. In 1934 werd Colera opnieuw een zelfstandige gemeente